# Elsay Lake
Elsay Lake är en sjö i Kanada.   Den ligger i provinsen British Columbia, i den sydvästra delen av landet, 3 500 km väster om huvudstaden Ottawa. Elsay Lake ligger 758 meter över havet. Arean är 0,21 kvadratkilometer. Den sträcker sig 0,6 kilometer i nord-sydlig riktning, och 0,5 kilometer i öst-västlig riktning.
I omgivningarna runt Elsay Lake växer i huvudsak barrskog. Runt Elsay Lake är det mycket glesbefolkat, med 3 invånare per kvadratkilometer.